# متحف كونديه
متحف كونديه هو متحف يقع في شانتيه،إقليم واز،فرنسا.يضم المتحف مجموعة من 2500 رسمة ومكتبة تضم 1500 مخطوطة ، 200 منها مزخرفة.